# Щедрик чорнощокий
Ще́дрик чорнощокий (Crithagra mennelli) — вид горобцеподібних птахів родини в'юркових (Fringillidae). Мешкає в Африці на південь від Сахари.

## Опис
Довжина птаха становить 13-14 см, вага 13-17 г. Забарвлення переважно сіре, верхня частина тіла дещо тьмяніша, спина і груди поцятковані темними смужками. Верхня частина голови чорна, над очима помітні білі "брови", на обличчі чорна "маска". Дзьоб чорнувато-тілесний, лапи тілесного кольору, очі темно-карі.

## Поширення і екологія
Чорнощокі щедрики мешкають на півдні Демократичної Республіки Конго, на заході Анголи, локально в Танзанії, в Мозамбіку, Малаві, Замбії і Зімбабве. Вони живуть в саванах міомбо, в сухих тропічних лісах і рідколіссях, на полях, пасовищах, в парках і садах. Живляться переважно насінням. Сезон розмноження триває з вересня по квітень. Гніздо чашоподібне, розміщується на дереві, в кладці від 3 до 5 яєць. Інкубаційний період триває 2 тижні, пташенята покидають гніздо через 3 тижні після вилуплення.